# シン・ヤンドン
シン・ヤンドン（Xing Yang dong、1985年3月20日 - ）は、中国の自転車競技（ロードレース）選手。

## 来歴
2006年、マルコポーロに加入
2010年、ホリーブラザーに移籍。
2011年、古巣のマルコポーロに移籍。
2012年、マックスサクセススポーツに移籍。
2013年、オランダのプロチーム、アルゴス・シマノに移籍し、プロ転向。